# Hurrikan Rosa (1994)
Hurrikan Rosa war ein tropischer Wirbelsturm im östlichen Pazifischen Ozean. Er tötete mindestens vier Personen in Mexiko. Die Feuchtigkeit des Hurrikans war ein entscheidender Faktor bei den ausgedehnten Überschwemmungen im US-Bundesstaat Texas, die zum Tod von 22 Personen und im Oktober 1994 zu Schäden in Höhe von mehreren hundert Millionen US-Dollar führten. Rosa erreichte ihren Höhepunkt als Hurrikan in der Kategorie zwei auf der Saffir-Simpson-Hurrikan-Windskala. Rosa war der letzte Hurrikan und der neunzehnte tropische Sturm der Hurrikansaison im östlichen Pazifik 1994.

## Verlauf

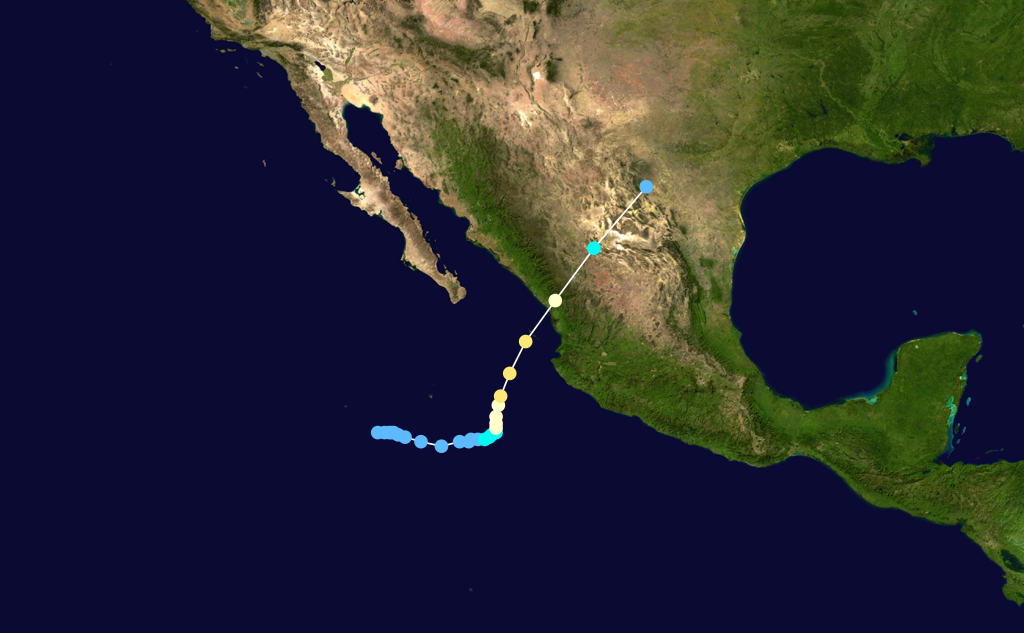
Zugbahn von Hurrikan Rosa

Am 8. Oktober hatte eine Zirkulation in Verbindung mit einer Wetterstörung ausreichend Konvektion gewonnen, um vom National Hurricane Center als 19. tropisches Tiefdruckgebiet des Jahres klassifiziert zu werden. Nur langsam wandernd, war die Entwicklung stetig durch Windscherung behindert und das Tiefdruckgebiet hatte Probleme, sich zu organisieren. Am 9. Oktober war das System derart unorganisiert, das die Sturmwarnungen nicht fortgeführt wurden.
Die Rest des Tiefs wanderten ostwärts und gerieten in den Einfluss einer anderen Wetterstörung, was die Konvektion wieder in Gang setzte, und am 10. Oktober konnte sich das Tiefdruckgebiet regenerieren, möglicherweise mit einem neuen Zirkulationszentrum.  Mit nur geringer Vorwärtsbewegung in einer günstigen Umgebung wurde das Tiefdruckgebiet am 11. Oktober zum Tropischen Sturm Rosa aufgestuft, und einen Tag später zum Hurrikan. Zu dieser Zeit befand sich das Zentrum des Systems rund 555 km südlich der Südspitze Niederkaliforniens. Rosa setzte seine langsame Trift noch für anderthalb Tage fort. Dann zwang ein Trog Rosa dazu, zu beschleunigen und in nordnordöstlicher Richtung davonzuziehen. Am 14. Oktober erreichte Rosa ihre Intensitätsspitze als Kategorie-2-Hurrikan der Saffir-Simpson-Hurrikan-Windskala mit Windgeschwindigkeiten um 165 km/h und einem Zentralluftdruck von 974 hPa (mbar). Einige Stunden später nach dem Erreichen des Festlandes in der Nähe von La Concepción etwa 110 km südsüdöstlich von Mazatlán schwächte sich Rosas Zirkulation über den Bergen ab und das System löste sich am 15. Oktober auf.

## Vorbereitungen und Vorhersagen
Am 12. Oktober wurden Hurrikanwarnungen für die mexikanische Küste zwischen Culiacán und Manzanillo sowie für Niederkalifornien südlich des 24. Breitengrades ausgelöst. Für den Küstenabschnitt zwischen Manzanillo und Tepic wurde vor einem tropischen Sturm gewarnt. Diese Warnungen wurden am 14. Oktober verändert – die Hurrikanwarnung betraf nunmehr nur noch die Küste zwischen Culiacán und Cabo Corrientes, zwischen Cabo Corrientes und Manzanillo wurde nun nur noch ein tropischer Sturm erwartet. Nachdem der Sturm im Verlauf des 14. Oktobers über Land gelangte, wurden alle Warnungen aufgehoben.
Die Voraussagen zu Rosa waren im Allgemeinen schlechter als bei den meisten anderen Systemen. Insbesondere wurde für das Vorgängertiefdrucksystem eine Auflösung aufgrund von starker Windscherung vorausgesagt. Zwar löste sich das Tief zunächst auf, die spätere Regenerierung wurde jedoch nicht vorhergesagt.

## Auswirkungen

### Mexiko

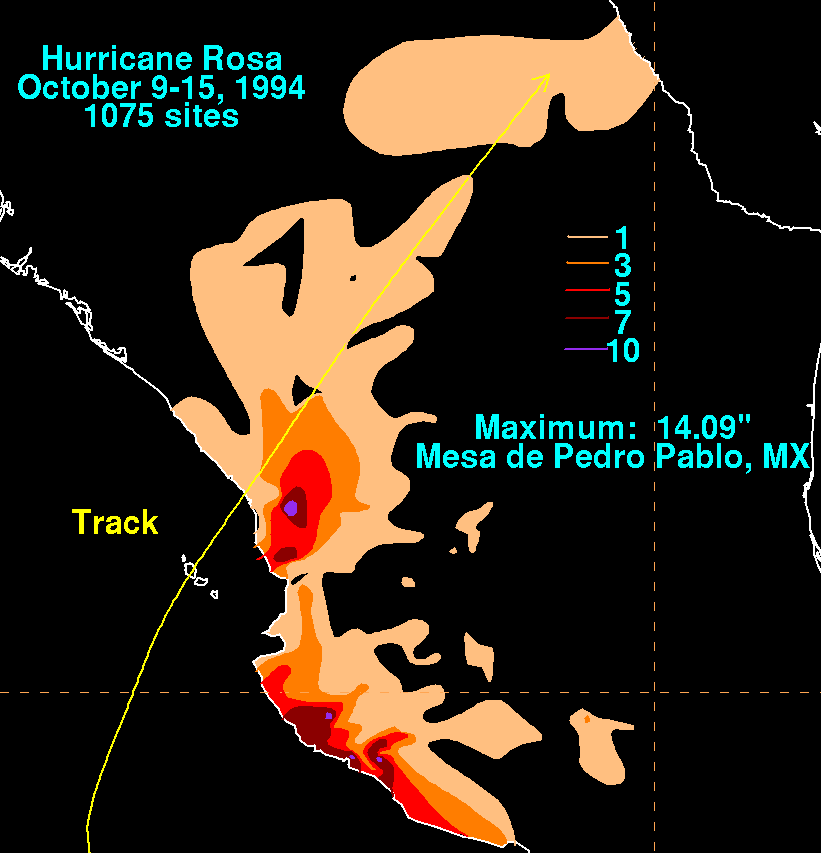
Niederschlagskarte von Rosa (nur Mexiko)

Am 13. und 14. Oktober meldeten zwei Schiffe, die London Spirit und die Marie Maersk Winde in der Stärke eines tropischen Sturmes oder Hurrikans, wobei sich die Marie Maersk besonders Nahe an Rosas Auge befand. Die Messungen beider Schiffe waren hilfreich für die Meteorologen.
In den beiden Bundesstaaten Nayarit und Durango ertranken jeweils zwei Personen, in Sinaloa gingen vier Personen vermisst. Die Häuser von mehr als 100.000 Einwohnern in Nayarit wurden beschädigt. Der Wind des Hurrikans beschädigte Telefonleitungen, das Stromnetz und Häuser in Sinaloa. Niederschläge zwischen 75 und 130 mm verursachten Erdrutsche und Schlammlawinenabgänge in bergigem Gelände. Dadurch wurde die Evakuierung von 400 Einwohnern zweier Dörfer an der Küste von Jalisco notwendig. Rosa lud teilweise große Regenmengen an der Küste und im Landesinneren Mexikos ab, wobei am meisten Regen mit 360 mm in Mesa de Pedro Pablo gemessen wurde.

### Vereinigte Staaten
Rosa brachte eine reichliche Menge Feuchtigkeit in die Vereinigten Staaten, die im Zusammenspiel mit feuchtwarmen Luftmassen aus dem Golf von Mexiko über Texas zu heftigen Gewittern führte. Achtunddreißig Countys des Bundesstaates verzeichneten zwischen dem 15. und 19. Oktober Überflutungen, die am San Jacinto River und im Einzugsgebiet des Trinity River am schwersten Waren. Die Niederschlagsmengen summierten sich auf 200–700 mm. An 19 Pegeln verursachte der Niederschlag Hochwasser mit hundertjährlicher Wiederkehrswahrscheinlichkeit, zahlreiche Rekordmarken wurden übertroffen, die teilweise seit 1940 bestanden und im Falle von Edna am Lavaca River seit 1936. Die Überflutungen zerstörten 3069 Häuser, beschädigten 6560 schwer und fügten weiteren 6148 leichtere Schäden zu. Eisenbahnstrecken und Landstraßen wurden unterspült, Pipelines für Gas und Öl brachen und verursachten Ölteppiche und andere Umweltschäden am Unterlauf des San Jacinto Rivers und in der Galveston Bay. Durch die Naturkatastrophe wurden zweiundzwanzig Personen getötet, der Sachschaden im Südosten von Texas belief sich auf 700 Millionen US-Dollar (in Preisen von 1995). Durch die Federal Emergency Management Agency wurden am 18. Oktober die am stärksten betroffenen Gebiete zum Notstandsgebiet erklärt, insgesamt gingen rund 26.000 Anträge für Katastrophenunterstützung ein und diese Bundesbehörde zahlte 54 Millionen US-Dollar an Finanzhilfen aus.

### Keine Streichung des Namens
Der Name Rose wurde nicht von der Liste der Namen tropischer Wirbelstürme gestrichen und wurde deswegen 2000 und 2006 wiederverwendet und ist auch für das Jahr 2012 vorgesehen.